# Васильев, Анатолий Фёдорович (гидротехник)

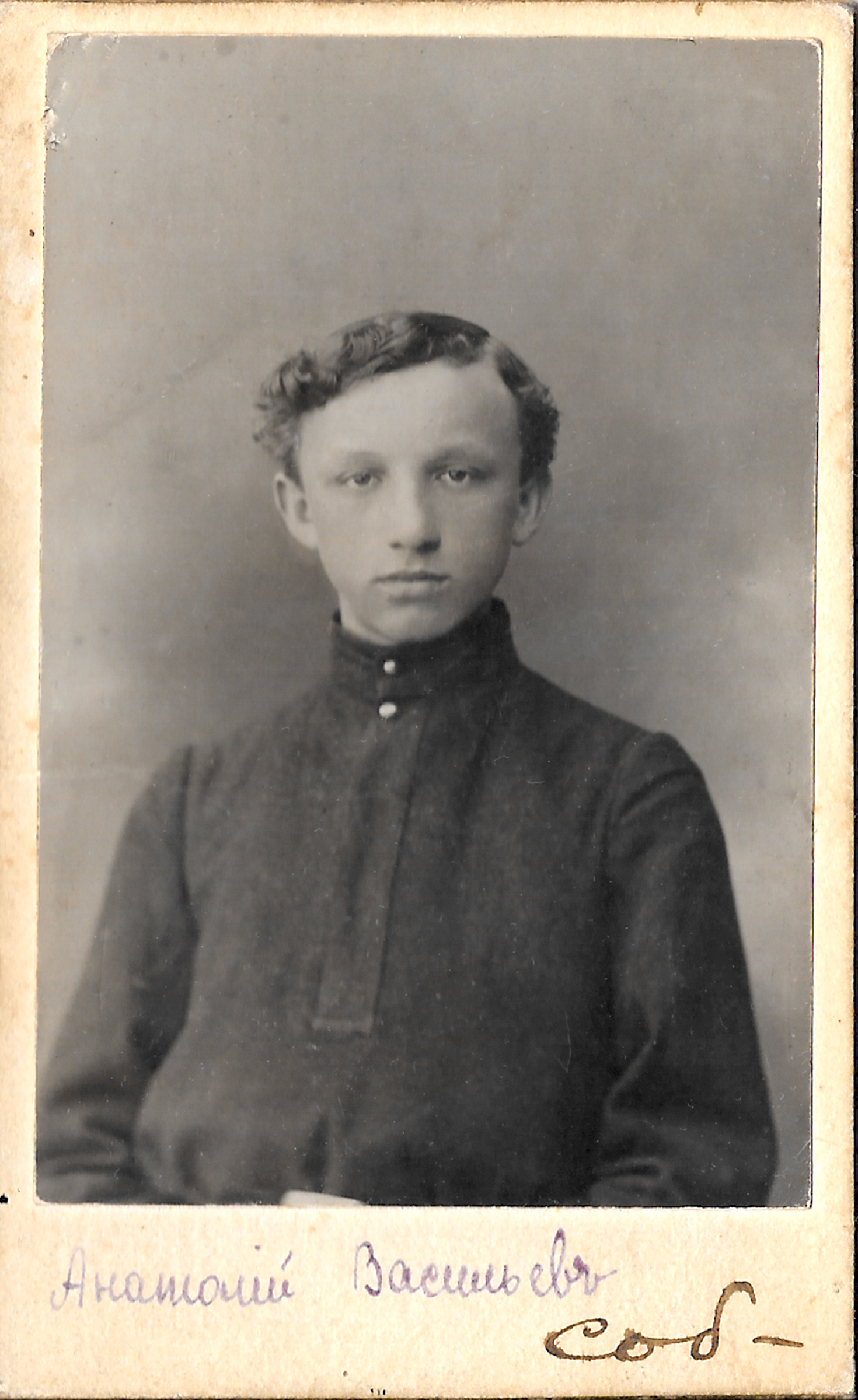
Васильев Анатолий летом 1917 г.

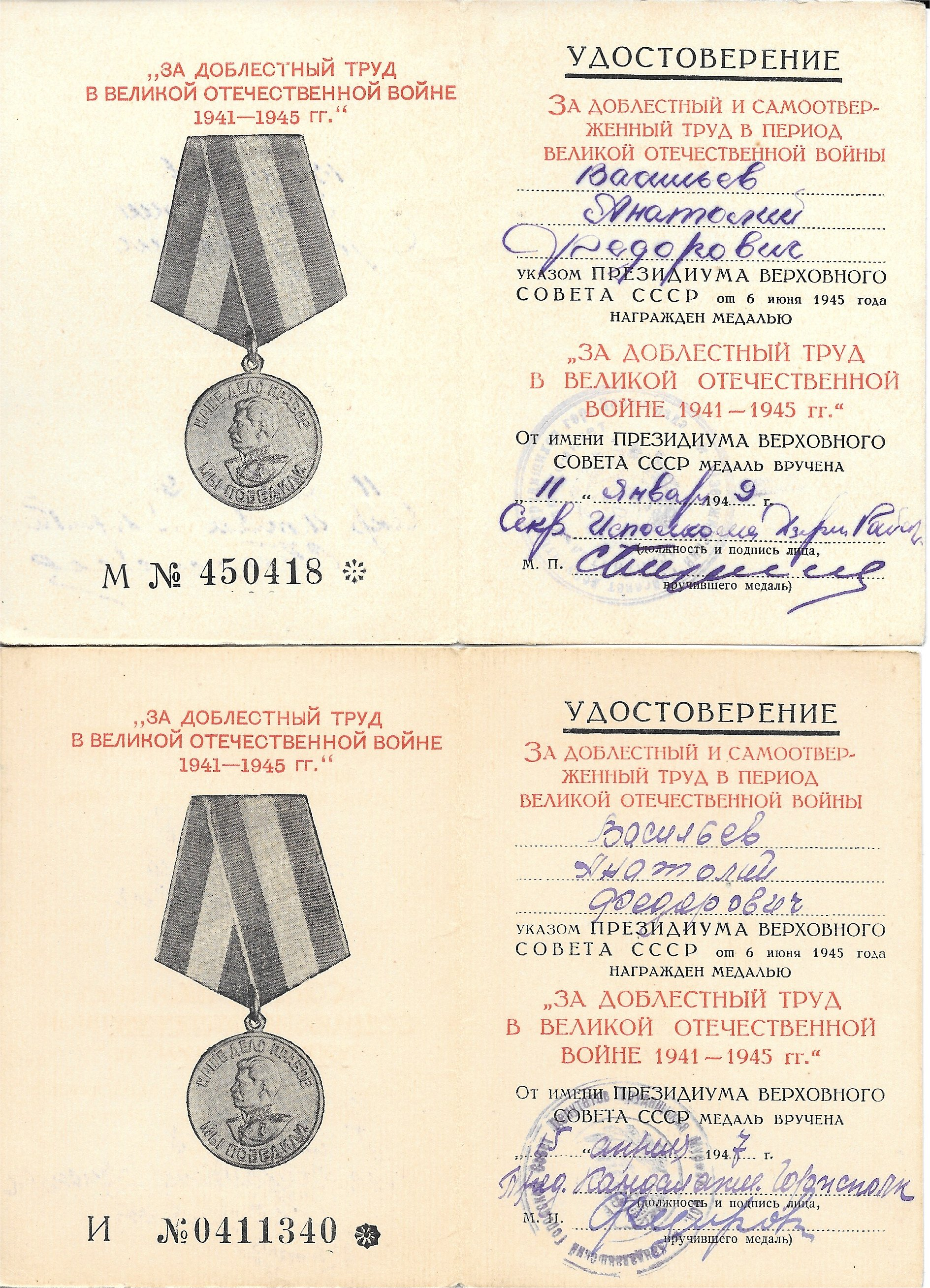
Две медали Васильева А. Ф. «За доблестный труд в Великую Отечественную войну 1941-9145 гг»

Анато́лий Фёдорович Васи́льев (23 марта [5 апреля] 1900, Вышний Волочёк, Тверская губерния — 15 ноября 1986, Ленинград) — советский инженер-гидротехник. Лауреат Сталинской премии (1950) и премии Совета Министров СССР (1971).

## Биография
Родился 23 марта (5 апреля) 1900 года в городе Вышний Волочёк Тверской губернии. Отец, Фёдор Васильевич Васильев (?—1920), из крестьян деревни Елизаветино Вышневолоцкого уезда, работал машинистом на Октябрьской железной дороге. Мать, Мария Васильевна (?—1952), происходила из мещан города Вышний Волочёк. В семье было ещё 2 брата и 2 сестры. Жили на станции Бологое.
Анатолий Васильев учился в церковно-приходской школе и по окончании в 1910 году четырёх классов начал учиться в реальном училище в Верхнем Волочке.
В 1917 году уехал в Петроград и поступил без экзаменов в Петроградский политехнический институт на гидротехнический факультет. Однако, по настоянию отца-железнодорожника перевёлся в Петербургский государственный университет путей сообщения на факультет дамб и сооружений. В июне 1919 года призван в Красную армию — красноармеец Отдельного Кронштадтского батальона. Демобилизован в 1920 году и с 1921 года продолжил учёбу в институте. В 1923 году был направлен на производственную практику в Туапсинский порт по строительству защитных сооружений порта. По окончании института в 1925 году, со званием инженера путей сообщения, получил направление в Северо-Западное управление внутренних водных путей (СевЗапВод). В 1925—1929 годах работал на Мариинской водной системе — старший техник Шлиссельбургского технического участка, старший техник, производитель работ, начальник Густошлюзованной дистанции Вытегорского технического участка. В 1925 году в Шлиссельбурге познакомился с будущей супругой О. В. Сергеевой.
В 1929―1931 годы работал в Петрозаводске, в Кареллесе, начальником гидротехнических работ по мелиорации сплавных рек Карелии — строил плотины, каналы, занимался мелиорацией сплавных путей.
В сентябре 1931 года переехал в Ленинград для работы в Л0ГИДЕСЕ старшим инженером, руководителем группы по проекту сплава по реке Суна, затем руководителем проекта регулирующего сооружения и стока реки Нива из озера Имандра. В конце 1937 года приказом НКТП (Народного Комиссариата Тяжелой Промышленности) назначен главным инженером Суньстроя города Кондопога КАССР, по окончании основных работ строительства 2-й и 3-й очередей Кондопожской ГЭС, в 1940 году переведён обратно в Ленгидэп, где был назначен главным инженером проекта Нива ГЭС-3.
Войну встретил в Ленинграде, слёг с дистрофией в феврале 1942 года.
В августе 1942 года эвакуировался из Ленинграда на Урал в деревню Шемаха Челябинской области, где базировалась часть Ленгидэпа. В 1942 — начале 1944 года занимался руководством проекта и организацией строительства 3-х ГЭС на реке Нива группой ИТР в городе Алапаевске. В апреле 1944 года приказом Наркомата электростанций назначен главным инженером строительства уникальной Нива ГЭС-3 (первая ГЭС с подземным расположением машинного зала) города Кандалакша Мурманской области и восстановления Нива ГЭС-2 (была восстановлена к 1946 году). В 1950 году Нива ГЭС-3 была построена — в декабре 1949 года введены в эксплуатацию первые 2 агрегата, в марте 1950 года ГЭС введена полностью. За эту работу в 1951 году Васильев А. Ф. награжден орденом Ленина и присвоено звание лауреата Сталинской премии 1-й степени.
В ходе строительства Нива ГЭС-3, по просьбе колхоза «Красный Север», посёлков Колвица и Лувеньга, спроектировал и под его руководством колхозниками была в 1948 году построена малая ГЭС на реке Колвица («Деревянная ГЭС») мощностью 35 кВт, для освещения и технических нужд колхоза. ГЭС проработала до середины 1960-х годов, когда посёлки были переведены на центральное электроснабжение.
Сразу по окончании строительства «Нива ГЭС-3» приказом министра был направлен главным инженером строительства Камской ГЭС (одновременно директором строительства Камской ГЭС был направлен бывший директор строительства НиваГЭС-3 Наймушин И. И.).
"Из окна квартиры Анатолия Федоровича Васильева, главного инженера строительства была видна вся панорама стройки: «Я ведь человек уже немолодой, больше 11—12 часов работать мне трудно, словно извиняясь, сказал он как-то Борису Коноплеву, а здесь вечером и ночью я все хорошо вижу».
С мая 1950 по сентябрь 1951 года работал на Камгэсстрое, а затем приказом министра назначен главным инженером Главвостокгидростроя МЭС, переехал в Москву и работал в министерстве. Основные стройки ГЭС СССР, которые вёл Васильев А. Ф. — Иркутская, Усть-Каменогорская[уточнить], Новосибирская, Павловская, Камская. В середине 1953 года, в связи с реорганизацией министерств, вернулся вновь на строительство Камской ГЭС главным инженером. В декабре 1956 года Камская ГЭС была построена. За это строительство Васильев А. Ф. награждён вторым орденом Ленина.
В конце декабря 1956 года назначен первым заместителем главного инженера Гидроэнергопроекта и вновь переехал в Москву, где работал до апреля 1959 года.
В 1959—1985 годах — заместитель главного инженера Ленинградского отделения института «Гидропроект».
Вёл личное проектирование и авторский надзор при строительстве:
- Братской ГЭС
- Бухтарминской ГЭС
- Верхне-Туломской ГЭС — с подземным расположением машинного зала
- Вилюйский каскад ГЭС — за ввод первой очереди ГЭС награжден премией Совета Министров СССР в 1971 году
- Волго-Балтийского канала
- Воткинской ГЭС
- Выгостровской, Беломорской, Путкинской и Палокоргской ГЭС[2]
- Кременчугской ГЭС
- Каскада Ковдинских ГЭС (Княжегубская, Иовская и Кумская ГЭС на Кольском полуострове)
- Борисоглебскую ГЭС и Хевоскоски ГЭС (каскад Пазских ГЭС)
- Мамаканской ГЭС
- Чиркейская, Миатлинская и Ирганайская ГЭС на р. Сулак Республики Дагестан
- плотина на р. Ирелях (Якутия)

В 1948—1950 годах был избран депутатом городского совета трудящихся города Кандалакша, в 1954—1956 годах — депутатом городского совета города Пермь.
В 1957 году был избран член-корреспондентом Академии строительства и архитектуры СССР.
Беспартийный.
Умер 15 ноября 1986 году.

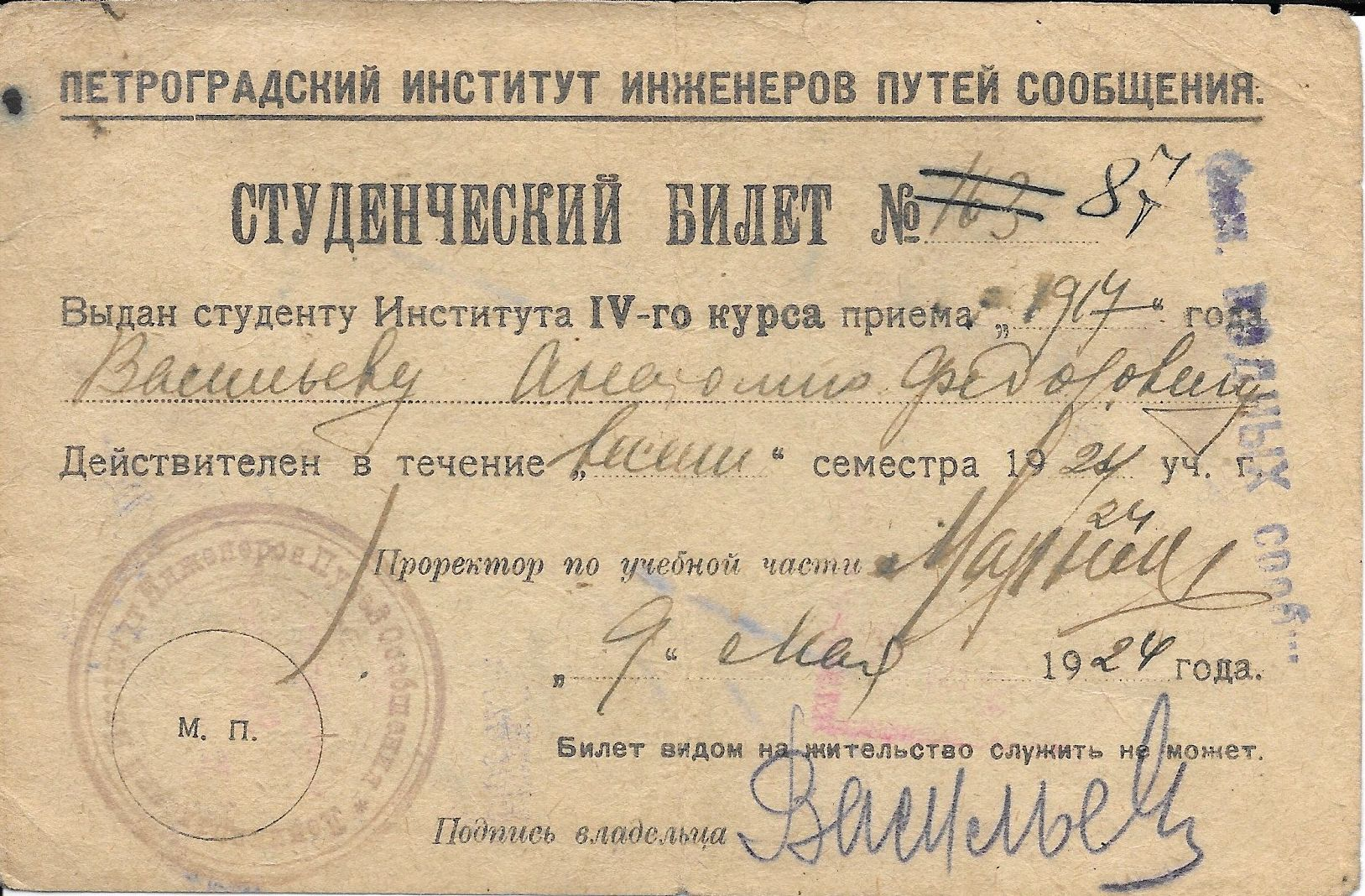
Студенческий билет Васильев А. Ф.

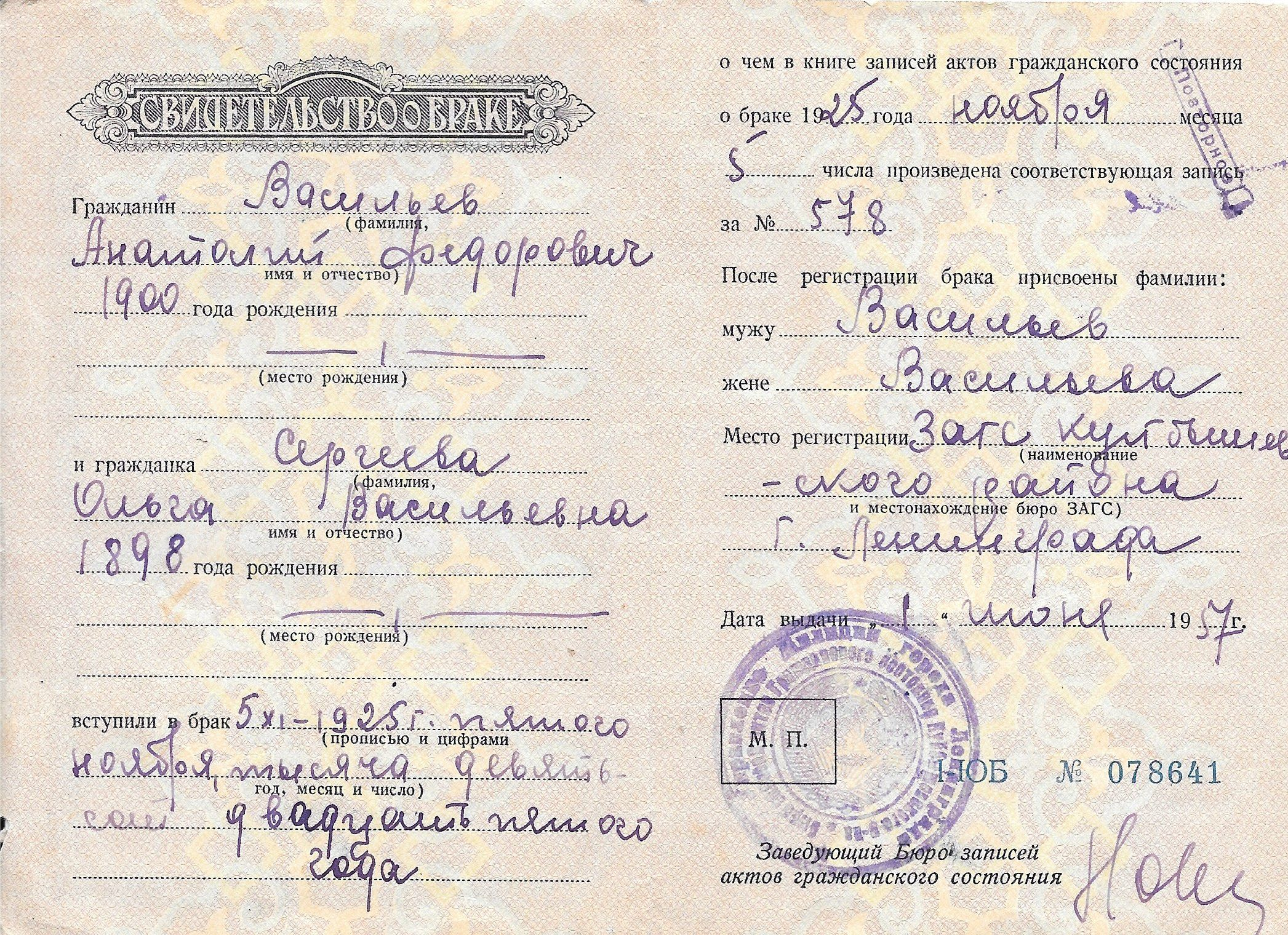
Свидетельство о браке Васильева А. Ф. и Васильевой О. В.

На похоронах сотрудники Ленгидропроекта зачитали стихи «Памяти А. Ф. Васильева»:
Жил человек с начала века

На земле оставляя заметный след.

В больших делах прошли пятилетки,

Встали каскады дающие свет.

Не знал он покоя ни днем ни ночью,

Отдал работе всю разума мощь.

Северный край наполнил светом

И ясною стала полярная ночь.

Добрую память он людям оставил

В построенных ГЭС и разливах рек.

Своим трудом Гидротехнику славил

И просто хороший был человек.
Похоронен на кладбище крематория Санкт-Петербурга

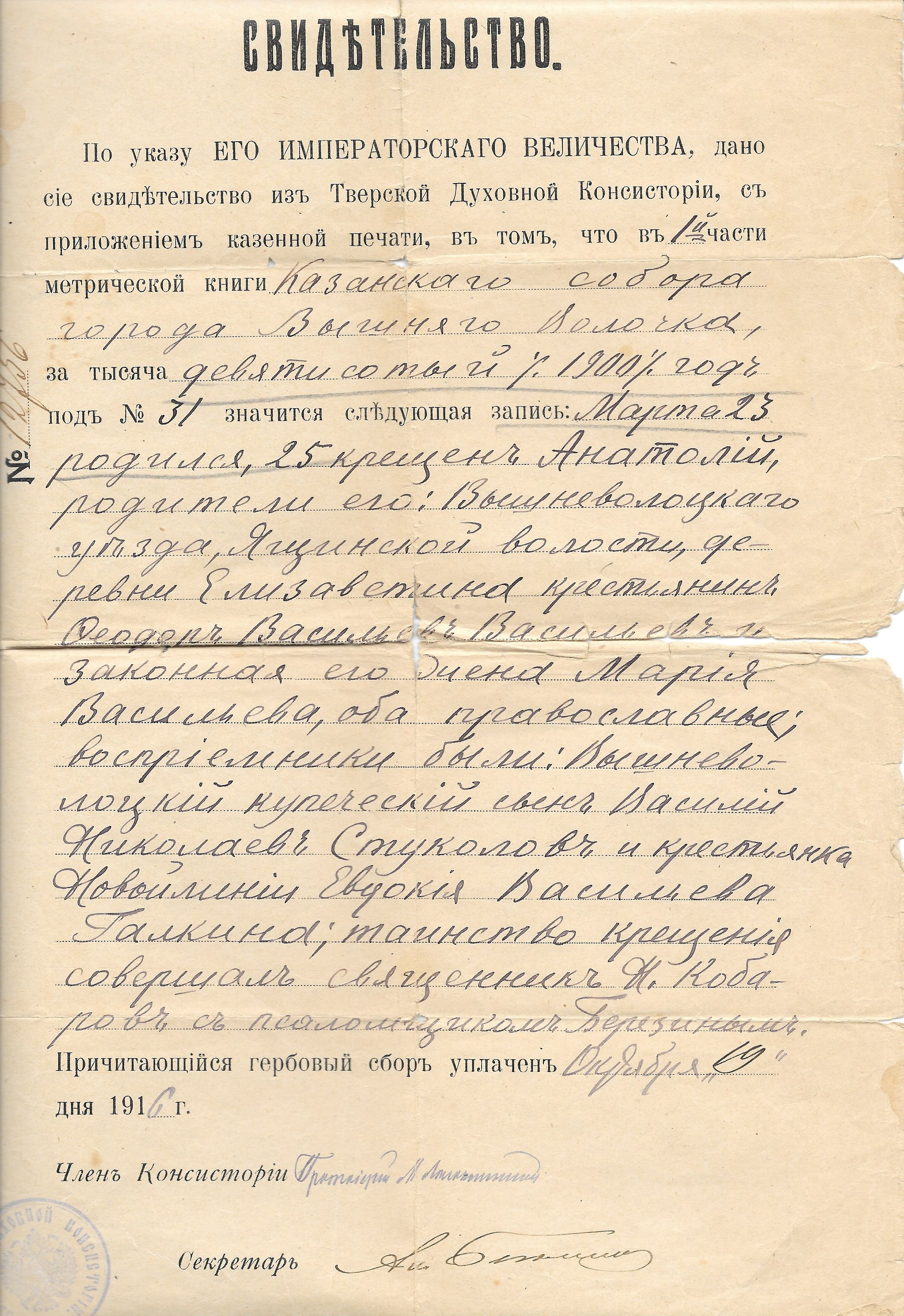
Свидетельство о рождении Васильева А. Ф

## Семья
Жена — Васильева (Сергеева, до первого брака — Гринева) Ольга Васильевна (1898—1975), домохозяйка
Сыновья — Васильев Борис (1928—2017), инженер, начальник проектного отдела ЦКБ Судостроительной промышленности, проектировал авианесущие крейсеры. Награжден орденами СССР.
Васильев Федор (1930—2020) — инженер, кандидат технических наук, НПО «Импульс», разработчик системы управления вывода первых ИСЗ и Ю. А. Гагарина на орбиту, разработчик первых САПР, преподаватель факультета автоматики управления ЛПИ им. М. И. Калинина . Награжден орденами СССР.
Васильев Юрий Анатольевич (1922—1942) — сын Васильевой О. В. от первого брака с Р. В. Долбилкиным. В детском возрасте заразился туберкулезом. Брак аннулирован после ареста в 1924 г. Р. Долбилкина (осужден на 25 лет за участие в гражданской войне на стороне белых, отсидел полностью). Усыновлён Васильевым А. Ф. Талантливый художник, участник выставки детского рисунка на Всемирной выставке 1939 года в Нью-Йорке, студент Академии Художеств в Ленинграде. Умер от дистрофии в Блокаду, весной 1942 года.

## Награды
- два ордена Ленина — № 160057 от 24 ноября 1950 г. за строительство «Нива ГЭС-3» и № 284362 от 25 июля 1957 г. за строительство Камской ГЭС.
- Сталинская премия за выдающиеся изобретения и коренные усовершенствования методов производственной работы (1950) 1-й степени — за разработку проекта и сооружение ГЭС.

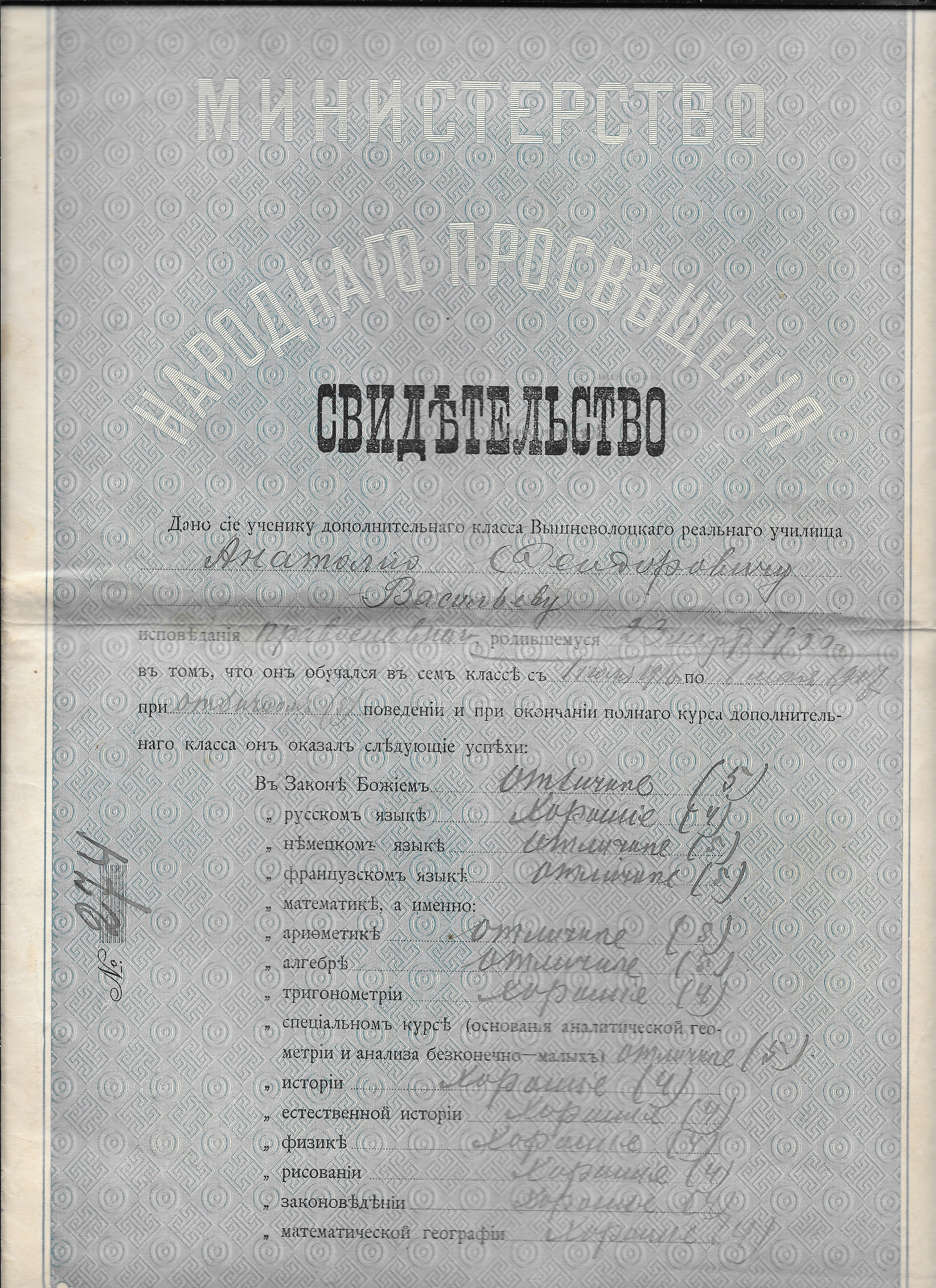
Свидетельство Вышеволочкого реального училища

- Свидетельство Вышеволочкого реального училищаПремия Совета Министров СССР (4 августа 1971 года) — за разработку проекта и строительство гидротехнических сооружений в условиях вечной мерзлоты Якутской АССР
- Медаль «За оборону Ленинграда» (1945)
- Медали «За доблестный труд в Великой Отечественной войне 1941—1945 гг» (№ 0411340 от 5 апреля 1947 г., № 450418 от 11 января 1949 г.)
- Медаль «В память 250-летия Ленинграда» (1958)
- Медаль «За доблестный труд в ознаменование 100-летия со дня рождения Владимира Ильича Ленина» (1970)
- Медаль «30 лет Победы в Великой Отечественной войне 1941—1945 гг» (1975)
- Медаль «Ветеран труда» (1976)

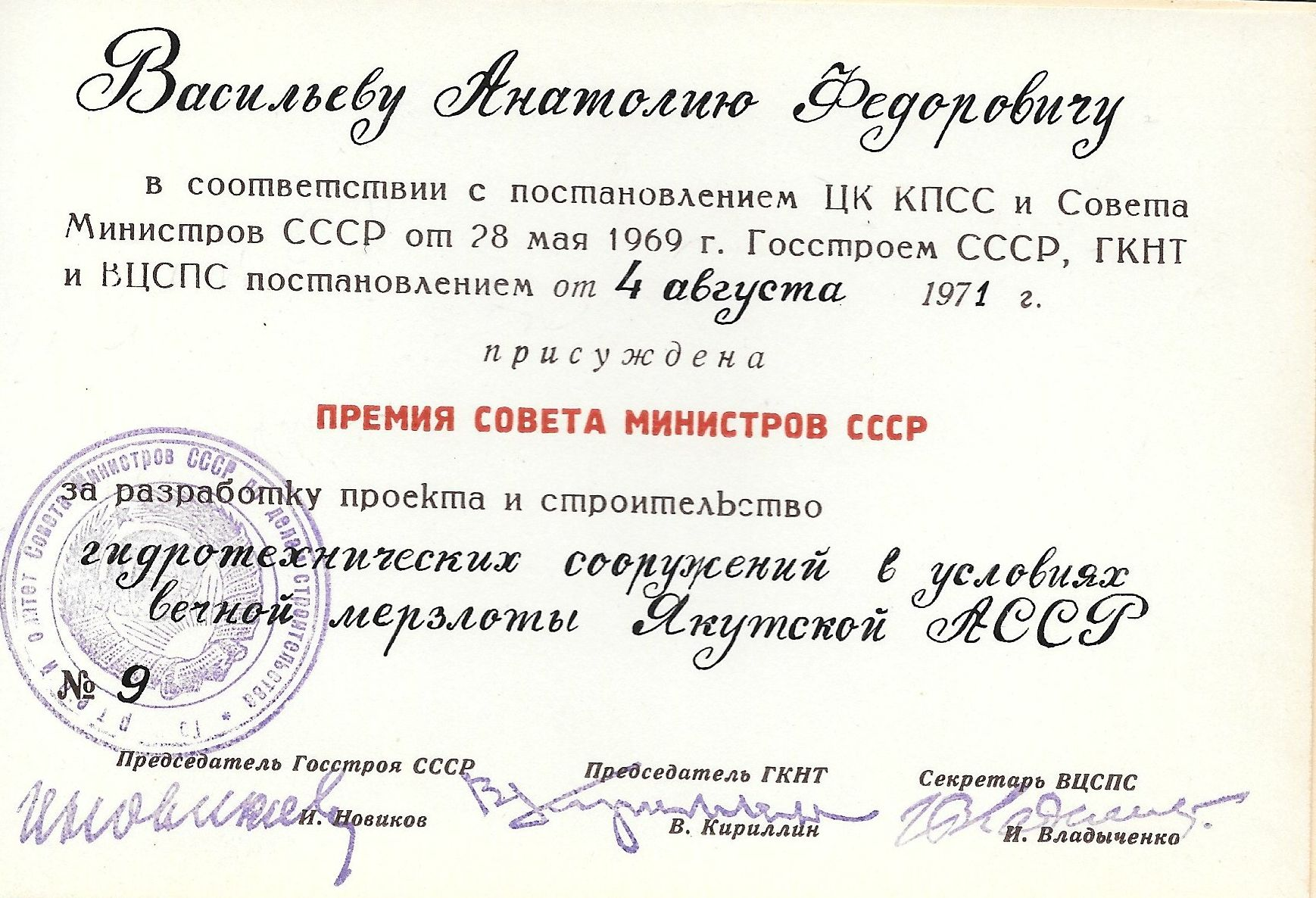
Премия Совета Министров СССР Васильеву А. Ф.

- Премия Совета Министров СССР Васильеву А. Ф.Медаль «40 лет Победы в Великой Отечественной войне 1941—1945 гг» (1985)
- Почётный энергетик СССР (1979)[8].
- Заслуженный строитель Дагестанской АССР (1981).

## Воспоминания
«Васильев, сидя за председательским столом, терпеливо выслушивал все деловые замечания членов комиссии. Иногда советовался, уточняя неясный в деталях вопрос, делая в своем карманном блокноте короткие, как стихотворная строка, пометки. Если кто-нибудь пускался в путаные оправдания, главный инженер снимал роговые очки и устремлял взгляд своих глаз в густых паутинках морщин на оратора …Властный и решительный, Васильев не терпит болтовни на совещаниях. Многие испытали на себе колкость его иронических, порой беспощадных реплик. Инженеры знают, как трудно спорить с Васильевым — человеком больших знаний, опыта и широкого государственного ума. Решения он принимает дерзко, крепко хватаясь за главное и, если встречает неубедительные возражения, мешающие коллективу сосредоточиться на главном, отбрасывает их, порой вопреки уже утвержденным проектам и планам….»

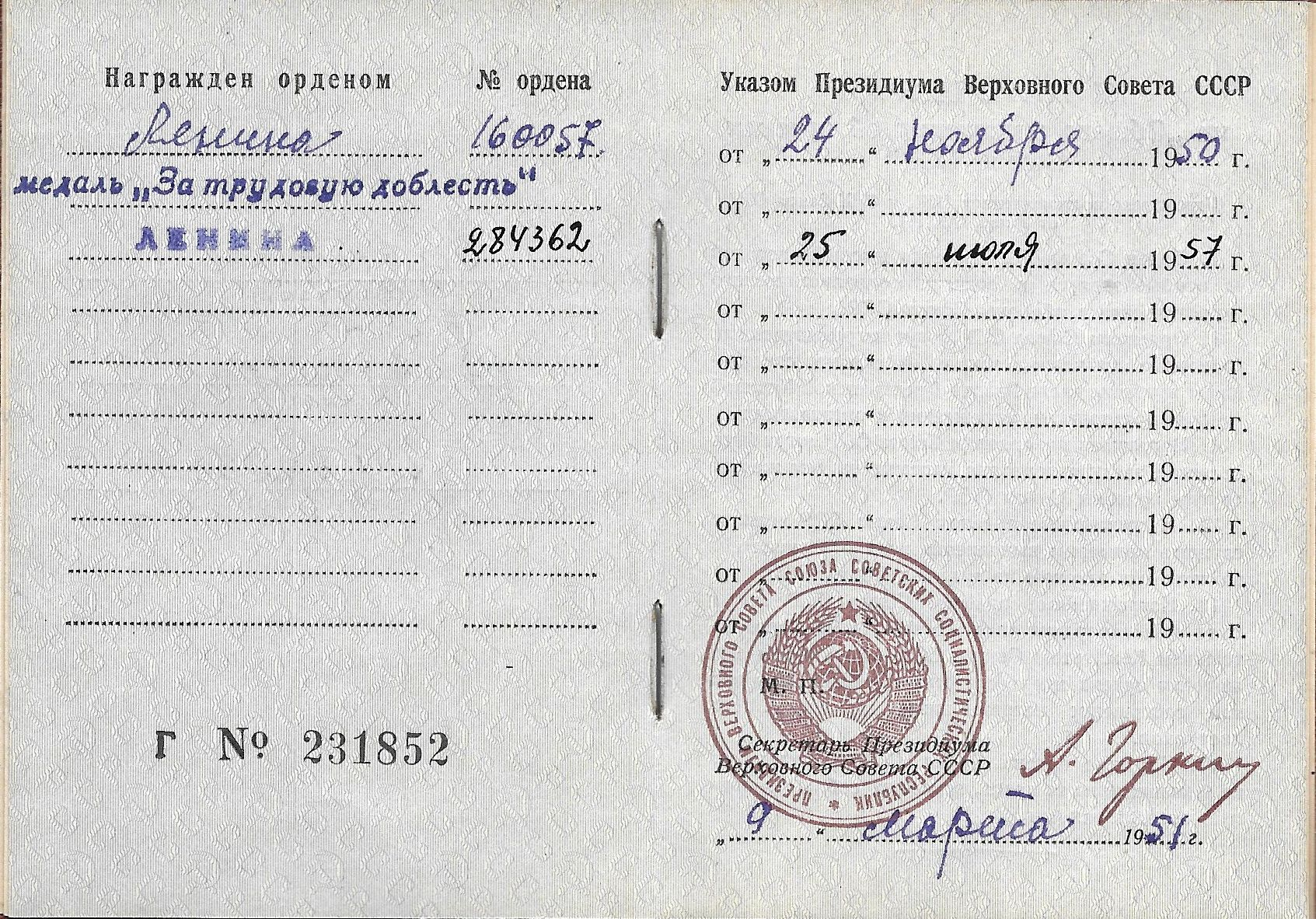
Орденская книжка Васильева А. Ф.

«…Строители Камской ГЭС часто вспоминают, как вел планерки А. Ф. Васильев. Не больше часа по времени, но успевали обсудить главные вопросы. С планерки уходили ясно представляя, что надо каждому делать. У А. Ф. Васильева проведение планерок всегда было четко спланировано. Создавалось впечатление, что сценарий планерки был заранее подробно записан в его блокноте, который он всегда держал при себе. При обходе строительной площадки он заносил в блокнот какие-то записи, делал заметки. Записи он вел так: сначала ставил фамилию, кому давалось задание, против фамилии записывалось содержание задания. На первом месте человек, а не наоборот, как часто принято — содержание задания, а потом ответственный исполнитель…
…Главный инженер А. Ф. Васильев, член-корреспондент Академии строительства и архитектуры, был настоящим новатором. Он внедрил много нового в ведение бетонных работ: бетоноукладочные эстакады, бетоноукладочные мосты, камскую бадью и многое другое….
…В котловане водосливной ГЭС и на строительстве шлюза работали уже большие коллективы, многие специализированные монтажные организации всесоюзных трестов: Гидромонтаж, Гидроэлектромонтаж, Спецгидроэлектромонтаж и другие. Значительные объемы работ выполняли такие мощные организации, как Гидромеханизация и Гидроспецстрой. Душой этого многопрофильного коллектива был главный инженер строительства Анатолий Федорович Васильев — талантливый гидротехник, незаурядный организатор строительного производства, требовательный к себе и подчиненным руководитель. Его авторитет на строительстве был непререкаем.»
"В 1985 году Васильев А. Ф., как старейший гидроэнергетик СССР, был приглашен Ю. К. Севенардом на открытие первого водопропуского сооружения комплекса защитных сооружений Ленинграда от наводнений. В ходе открытия планировался митинг с участием первых лиц Ленинграда с подрывом перемычки для затопления котлована. Васильев А. Ф. отказался от участия со словами «Я за всю жизнь в стоячей воде дамбы не строил»